# اصطبل روستای شیخ حسین
اصطبل روستای شیخ حسین مربوط به سده‌های متاخر دوران‌های تاریخی پس از اسلام است و در شهرستان چرام، بخش چرام، دهستان چرام، روستای شیخ حسین واقع شده و این اثر در تاریخ ۷ خرداد ۱۳۸۷ با شمارهٔ ثبت ۲۲۹۶۶ به‌عنوان یکی از آثار ملی ایران به ثبت رسیده‌است.